# 辛普劳
辛普劳（J. R. Simplot Company，一般简称）是一家美国农业公司，在中国它的主要客户有麦当劳，KFC等。中国辛普劳公司在北京和上海分别设立了代表处和贸易公司。
中国辛普劳主要销售马铃薯类如薯条，薯饼等半成品系列，另外玉米棒等蔬菜系列也是辛普劳所掌握着世界顶端农业核心技术的强势产品。